# Sibunag
Sibunag (Bayan ng Sibunag) är en kommun i Filippinerna. Kommunen tillhör provinsen Guimaras och ligger på ön med samma namn. Folkmängden uppgår till 20 168 invånare.
Sibunag är indelat i 14 barangayer.